# Gitanes
Gitanes é uma marca de cigarros da França que faz parte do grupo Imperial Brands.

## História

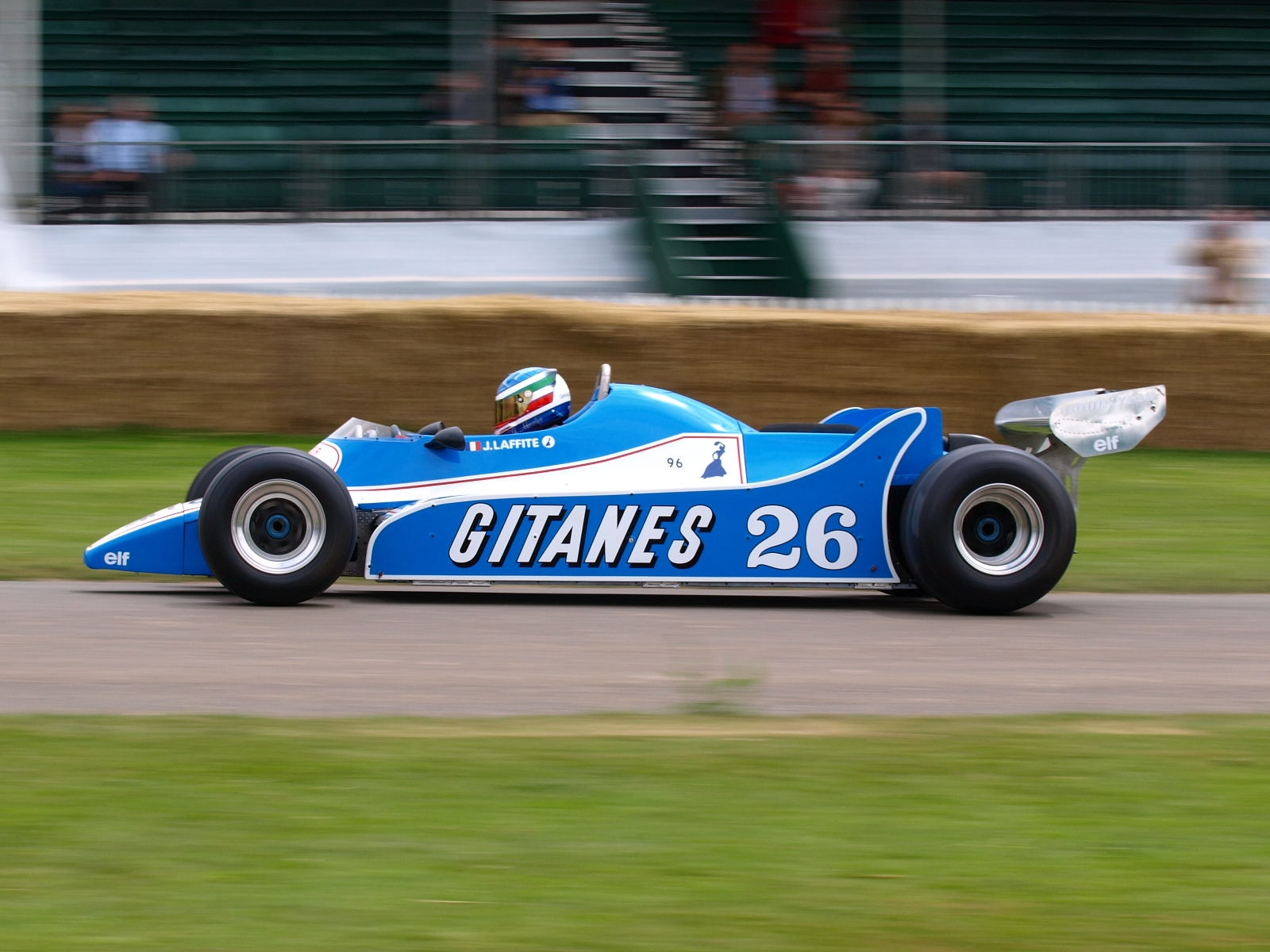
Carro de Fórmula 1 com patrocínio da Gitanes.

A marca foi fundada em 1910, foi notável nas décadas de 1970, 1980 e 1990 por patrocinar equipes de automobilismo na Fórmula 1, em competições de turismo e no rali Dakar, em 2005 deixou de produzir na França para produzir nos Países Baixos, em 2008 a Imperial Brands a comprou da Altadis.